# Långelanda tingshus

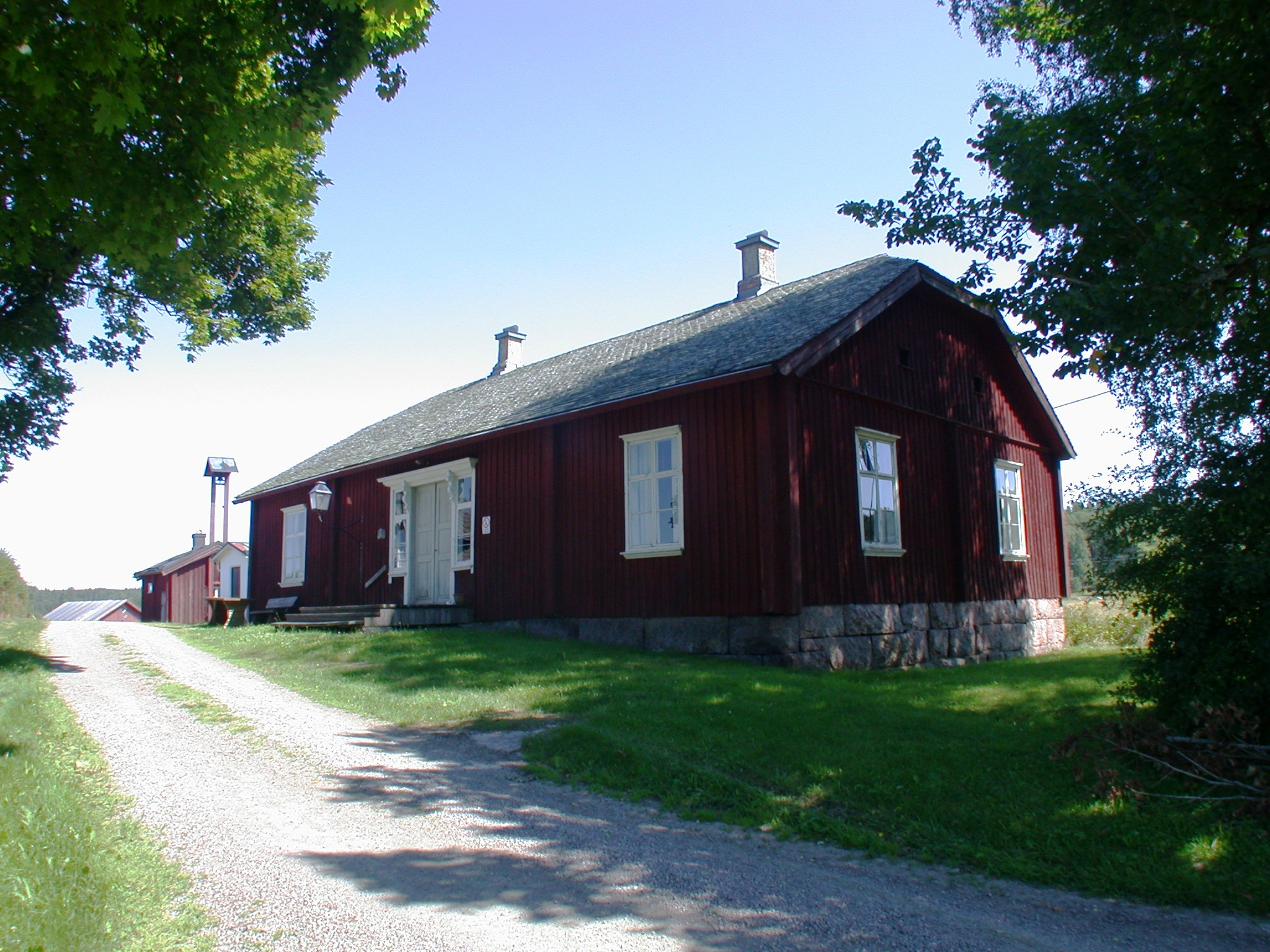
Långelanda tingshus

Långelanda tingshus, norr om Årjäng, är ett av Sveriges äldsta bevarade tingshus . 

## Historik
Det var ursprungligen Karl IX som anbefallde att tingshus skulle uppföras. I Nordmarks härad valde man byn Långelanda som lämplig plats. Anledningen att man valde just Långelanda kan ha varit att byn låg där två postrutter möttes. Det första tingshuset användes fram till sekelskiftet 1800 efter att man tidigare hållit rättegångar i de socknar där brottet ifråga hade begåtts.
12 januari 1800 beslöt man att ett nytt tingshus skulle uppföras eftersom det gamla var alltför slitet och att man bedömde att en reparation skulle bli alltför kostnadskrävande. Den nya byggnaden stod klar 1802 och var i bruk till 1936 då man flyttade till nya lokaler i Årjäng. Tingshuset med tillhörande byggnader är numer kulturhistoriskt minnesmärke.
Tingshuset, tillsammans med en arkivbyggnad och en arrest, ligger i Långelanda radby, en av de bäst bevarade radbyarna i Värmland. Arresten byggdes delvis av material från det gamla tingshuset. Byn rymde förut också ett gästgiveri och ett skjutshåll. Då rättegångarna pågick inkvarterades tingspersonalen i gårdarna i byn.

## Interiör

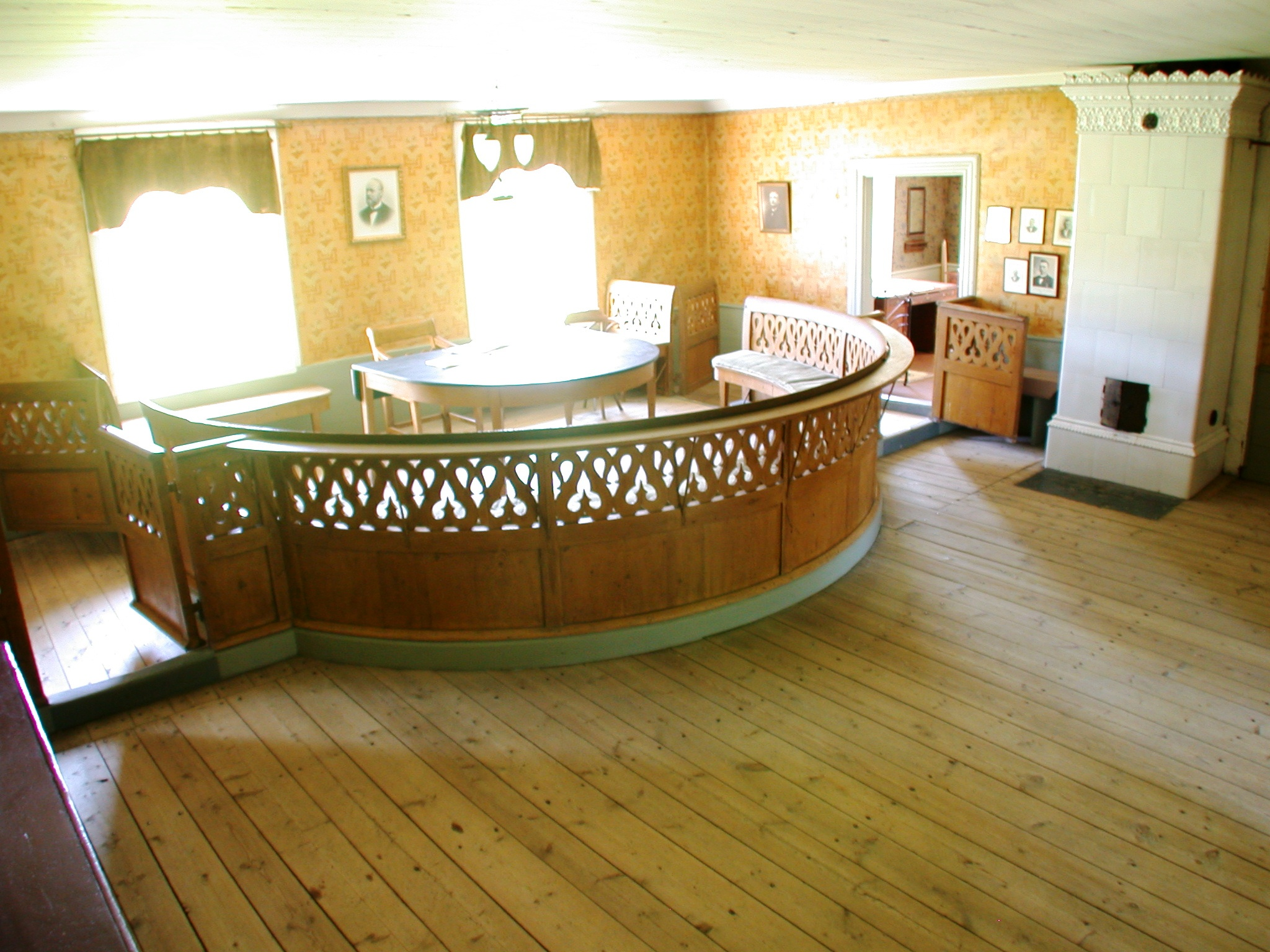
Nämndemännens platser bakom skranket

Tingshuset har sex rum (inklusive hall), men domineras av den stora tingssalen. Den är utformad så att nämndemännen sitter i en halvcirkel, vända mot domaren, och innanför ett träskrank. Konstruktionen påminner om de forntida domarringarna. I sittbänken finns dessutom en låda för varje nämndemans tillhörigheter.
Runt tingssalen finns en hall, ett kök samt tre mindre rum. Numer har Silbodals hembygdsförening hand om skötseln av lokalerna, där det bland annat finns en mindre utställning om huset och dess historia.

## Rättegång mot Anders Lindbäck
En av de mest kända rättegångarna som avhållits i Långelanda tingshus var målet mot kyrkoherden i Silbodal, Anders Lindbäck, som fälldes för mord på tre personer.
Även Piskarprocessen hölls i Långelanda.

## Bilder

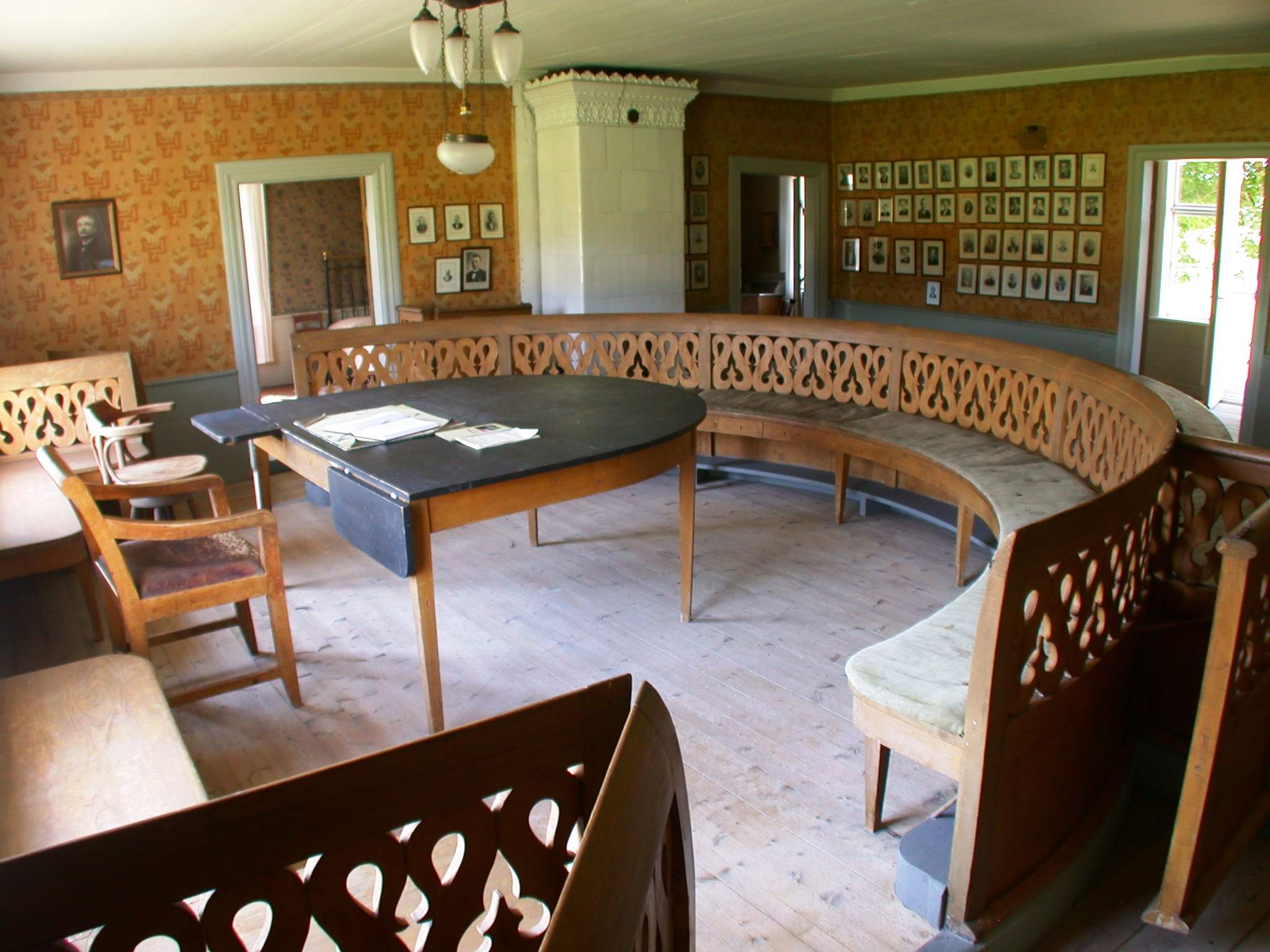
Tingssalen
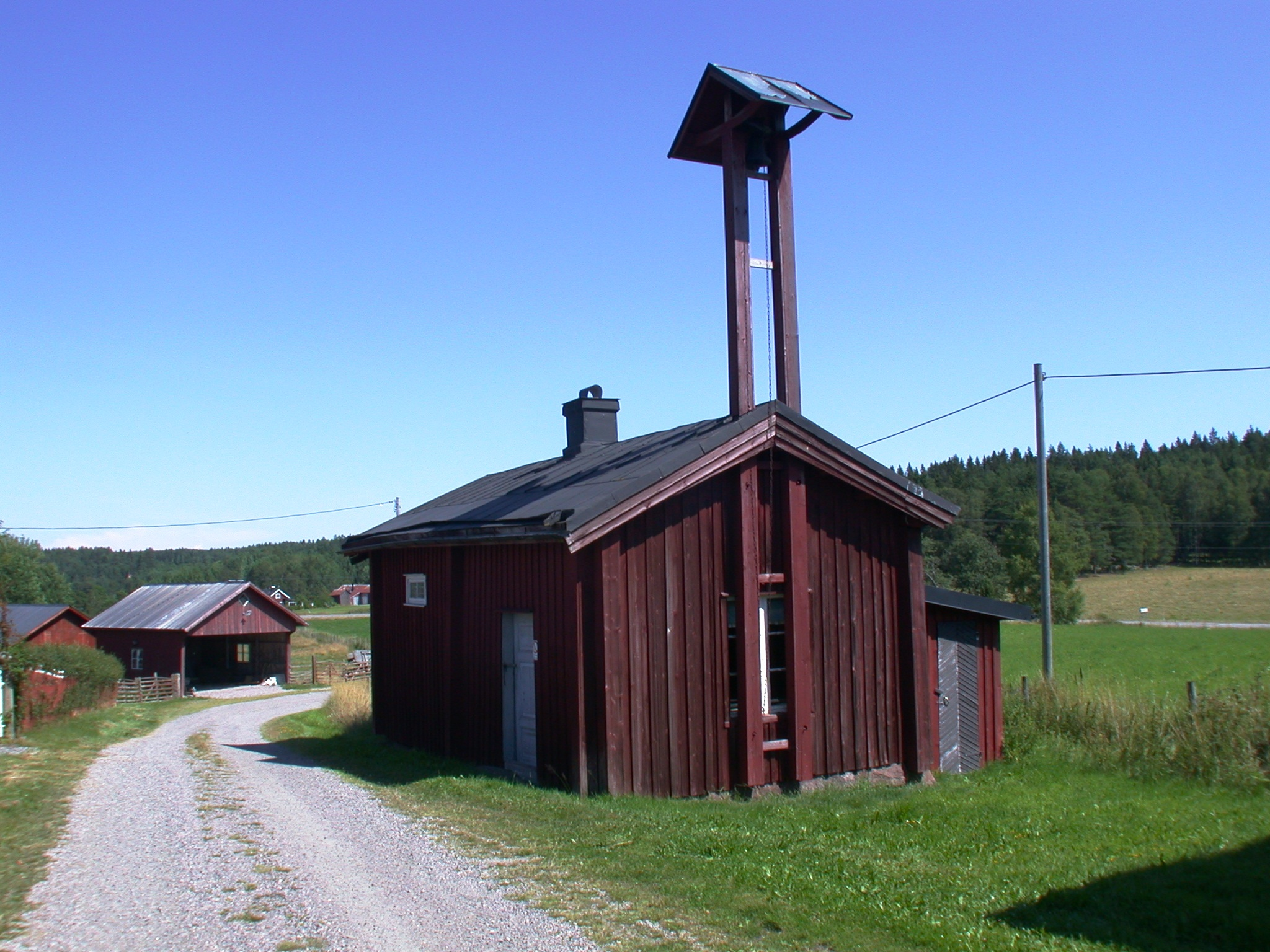
Arresten
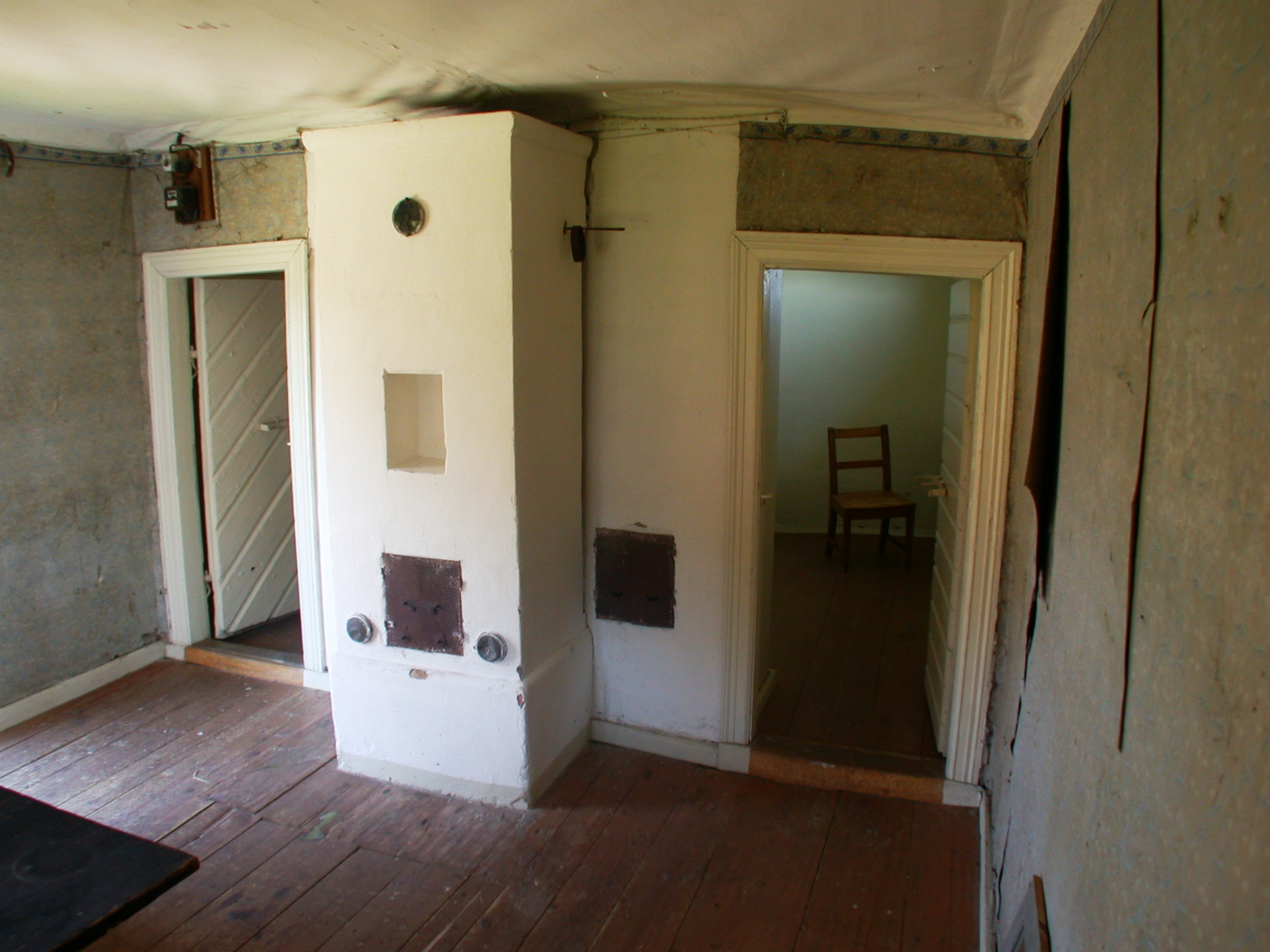
Interiör från arresten
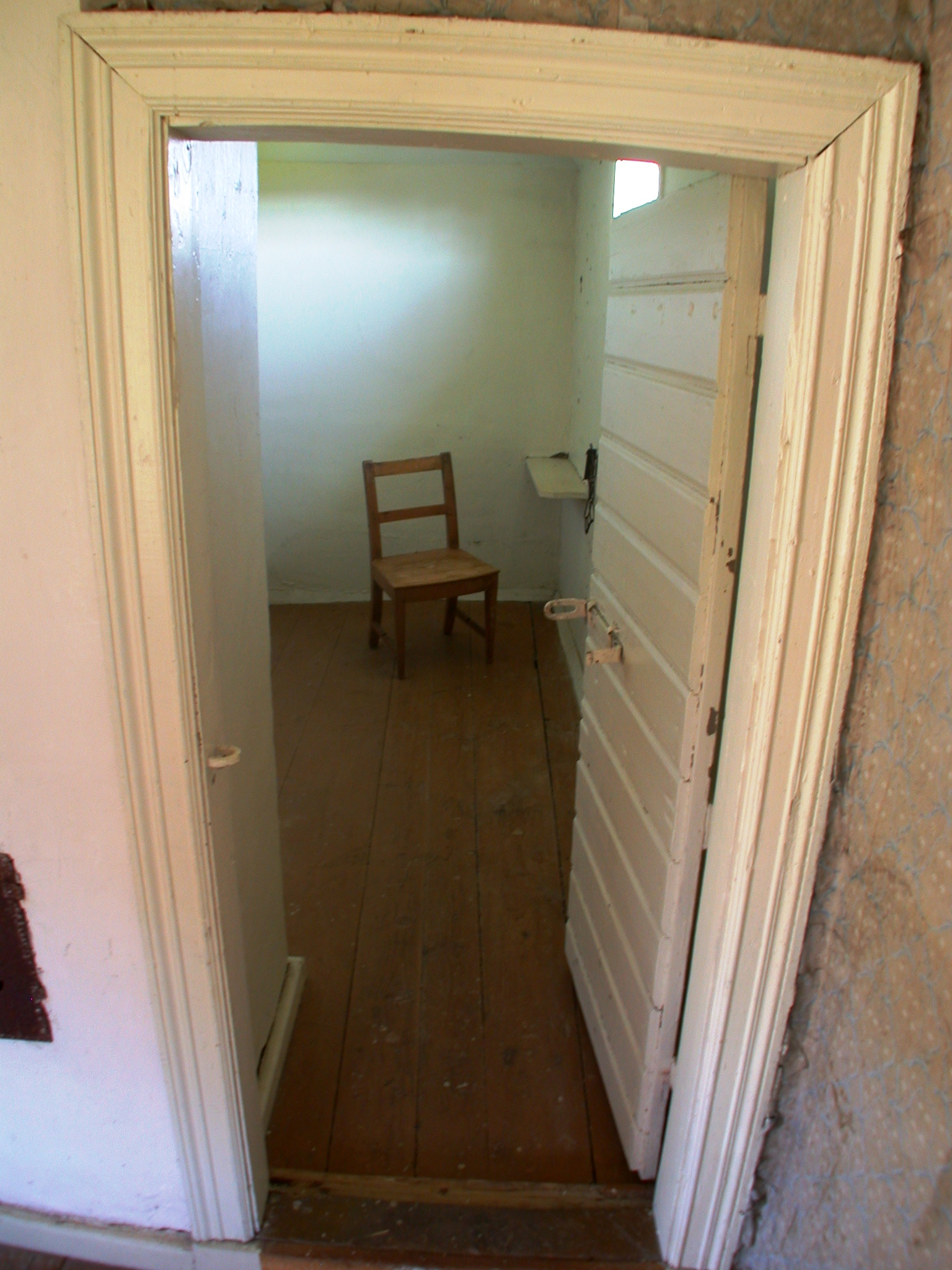
Cell